# Walenty Nowak (podoficer)
Walenty Nowak (ur. 1 lutego 1902 w Recklinghausen, zm. 17 września 1942 w Auschwitz-Birkenau) — podoficer, działacz konspiracyjny.
W 1909 zamieszkał wraz z rodzicami we wsi Borek. W 1922 swoją karierę zawodową skierował do wojska. W 1939 zmienił miejsce pracy na pocztę. Z początkiem 1940 w Lipinach założył organizację konspiracyjną Polska Obrona Obywatelska. W 1942 organizacja ta liczyła już blisko 200 osób i wciąż rozwijała swoją działalność. W nocy z 19 na 20 kwietnia 1942 nastąpiły masowe aresztowania, również Nowak został aresztowany. Zginął w niemieckim obozie koncentracyjnym Auschwitz.